# 増田まもる
増田 まもる（ますだ まもる、1949年 - ）は、日本の英米文学および科学書の翻訳家。

## 来歴
宮城県生まれ。早稲田大学文学部中退。早稲田大学在学中にラングドン・ジョーンズのSF詩「レンズの眼」を翻訳して山野浩一主宰のNW-SF誌に掲載され、翻訳家デビュー。
元日本SF作家クラブ事務局長。ニューウェーヴ / スペキュレイティブ・フィクションのサイトである「speculativejapan」管理人だった。
SF作家の石川宗生は増田の私塾の出身。

## 翻訳
- 『334』（トマス・M・ディッシュ、サンリオ、サンリオSF文庫） 1979
- 『レンズの眼』（ラングドン・ジョーンズ、共訳、サンリオ、サンリオSF文庫） 1980
- 『夢幻会社』（J・G・バラード、サンリオ、サンリオSF文庫） 1981、のち創元SF文庫
- 『デクストロⅡ接触』（I・ワトスン,M・ビショップ、東京創元社、創元推理文庫） 1988
- 『アイ・オブ・キャット』（ロジャー・ゼラズニイ、東京創元社、創元推理文庫） 1989
- 『Macintosh Cプログラミング : THINK Cを使って 1』（D・マーク, C・リード、藤村行俊共訳、トッパン、アジソンウェスレイ・トッパン情報科学シリーズ12） 1990
- 『フィーヴァードリーム』上・下（ジョージ・R・R・マーティン、東京創元社、創元ノヴェルズ） 1990
- 『夢の国』（ジェイムズ・P・ブレイロック、東京創元社、創元推理文庫） 1991
- 『ハリダンの紋章』上・下（ジャック・マクデヴィット、早川書房、ハヤカワ文庫SF） 1991
- 『Macintosh sound machine : Macによる音楽の創造 The incredible sound machine』（M・アンドリュース、トッパン、アジソンウェスレイ・トッパン情報科学シリーズ51） 1993
- 『ミレニアム・ヘッドライン』上・下（ジョン・ケッセル、早川書房、ハヤカワ文庫SF） 1993
- 『パラダイス・モーテル』（エリック・マコーマック、東京創元社、海外文学セレクション） 1994、のち文庫、創元ライブラリ
- 『女の国の門』（シェリ・S・テッパー、早川書房、ハヤカワ文庫SF） 1995
- 『デッドガールズ』（リチャード・コールダー、トレヴィル） 1995
- 『デッドボーイズ』（リチャード・コールダー、トレヴィル） 1997
- 『フィアサム・エンジン』（イアン・バンクス、早川書房、Hayakawa novels） 1997
- 『もしも月がなかったら : ありえたかもしれない地球への10の旅』（ニール・F・カミンズ、竹内均監修、東京書籍） 1999
- 『隠し部屋を査察して』（エリック・マコーマック、東京創元社、海外文学セレクション） 2000、のち文庫
- 『真夏の夜の魔法』（ジェイムズ・P・ブレイロック、東京創元社、創元推理文庫） 2002
- 『楽園への疾走』（J・G・バラード、東京創元社、海外文学セレクション） 2006、のち創元SF文庫
- 『スター・トレック』（アラン・ディーン・フォスター、 尾之上浩司, 北原尚彦共訳、角川書店） 2009、のち角川文庫
- 『もしも月が2つあったなら : ありえたかもしれない地球への10の旅 part 2』（ニール・F・カミンズ、東京書籍） 2010
- 『ミステリウム』（エリック・マコーマック、国書刊行会） 2011
- 『千年紀の民』（J・G・バラード、東京創元社、海外文学セレクション） 2011、のち改題『ミレニアム・ピープル』（創元SF文庫） 2018
- 『翼のジェニー ～ ウィルヘルム初期傑作選』（ケイト・ウィルヘルム、伊東麻紀, 尾之上浩司, 佐藤正明,安田均共訳、書苑新社、TH Literature Series） 2016
- 『こんなにスゴイ! 未来のせかい』（監修、東京書籍）2020

### 東京書籍の図鑑シリーズ
- 『恐竜アトラス : 恐竜の故郷を巡る世界旅行』（ジョン・マラム, ジョン・ウッドワード、マイケル・ベントン監修、東京書籍） 2007
- 『地球博物学大図鑑』（スミソニアン協会監修、デイヴィッド・バーニー顧問編集、西尾香苗, 田中稔久共訳、東京書籍） 2012
- 『信じられない現実の大図鑑 : The Visual Encyclopedia of"It can't be true!"』（ドーリング・キンダースリー編、監訳、こどもくらぶ訳、東京書籍） 2014
- 『まぎらわしい現実の大図鑑』（アンドレア・ミルズ、監訳、東京書籍） 2015
- 『ウソのような現実の大図鑑』（アンドレア・ミルズ、東京書籍） 2016
- 『信じられない現実の大図鑑 2』（DK社編、伊藤伸子共訳、東京書籍） 2019
- 『【新訂版】信じられない現実の大図鑑』（DK社編、こどもくらぶ共訳、東京書籍） 2019
- 『信じられない現実のうんこ科学図鑑』（DK社、瀧下哉代共訳、東京書籍） 2020
- 『信じられない現実の生きもの図鑑』（DK社編、監訳、東京書籍） 2021

### クトゥルフ神話
- 『クトゥルフ神話への招待 = The Invitation to Cthulhu Mythos : 遊星からの物体X』（J・W・キャンベル Jr., H・P・ラヴクラフト, ラムジー・キャンベル、尾之上浩司共訳、扶桑社、扶桑社ミステリー） 2012
- 『古きものたちの墓 : クトゥルフ神話への招待』（ラムジー・キャンベル, コリン・ウィルソン, ブライアン・ラムレイ、尾之上浩司, 立花圭一共訳、扶桑社、扶桑社ミステリー） 2013
- 『狂気山脈の彼方へ』（北野勇作, 黒木あるじ, フーゴ・ハル、小島文美イラスト、創土社、クトゥルー・ミュトス・ファイルズ)　2014